# Segnitz

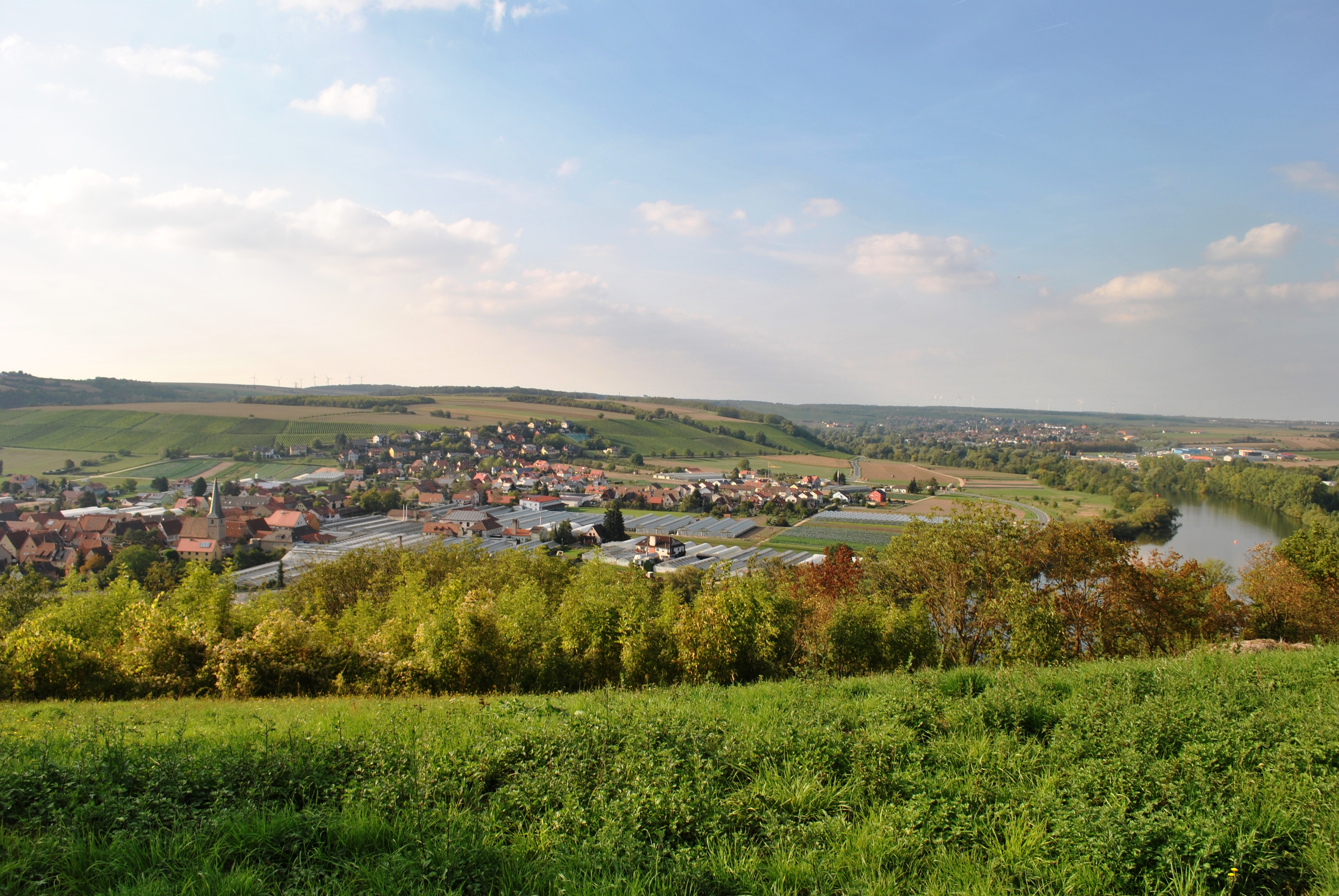
Panorama von Segnitz vom Marktbreiter Kapellenberg aufgenommen

Segnitz ist eine Gemeinde im unterfränkischen Landkreis Kitzingen. Die Gemeinde ist Mitglied der Verwaltungsgemeinschaft Marktbreit.

## Geografie
Das Dorf liegt unterhalb der Südhänge im Maintal an der klimabegünstigten südlichsten Spitze des Maindreiecks (und damit des Maines insgesamt). Es gehört verwaltungstechnisch zur Region Würzburg (Bayerische Planungsregion 2).
Es existiert nur die Gemarkung und der Gemeindeteil Segnitz. Bis Anfang des 19. Jahrhunderts wurde von Segnitz aus auch der sogenannte Mönchhof in Frickenhausen verwaltet, eine oft streitverursachende ansbachische (evangelische) Enklave auf ansonsten würzburgischem (katholischem) Gebiet.
Nachbargemeinden sind (von Norden im Uhrzeigersinn): Marktsteft, Marktbreit, Frickenhausen am Main und Sulzfeld am Main.

## Geschichte

### Bis zur Gemeindegründung
Im Gebiet Kleiner Anger siedelten vor mehr als 3000 Jahren Menschen. 1972 wurde ein Gräberfeld aus der Bronze- und Hallstattzeit (Ältere Eisenzeit) entdeckt.
Für das Jahr 1142 wurde in einer von Kanonikern des Würzburger Neumünster-Stifts gegen Ende des 12. Jahrhunderts zu ihren Gunsten verfälschten Schenkungsurkunde ein Weinberg in villa segeniz erstmals urkundlich erwähnt. Kirchlich gehörte Segnitz zu Frickenhausen.
Nach der Trennung der Gemarkung von Frickenhausen entlang des Dietentalgrabens, einem kleinen Bachlauf, gab es jedoch Streit, weil Segnitz nun erheblich mehr wertvolle Acker- und Weideflächen im engen Maintal besaß. Das insgesamt dennoch erheblich größere Frickenhausen eignete sich darauf im 14. Jahrhundert gewaltsam eine wichtige Weidefläche im Tal, den Kleinen Anger östlich der natürlichen Grenze an. Das führte zu einem jahrzehntelangen Grenzkonflikt, der bis vor den Kaiser nach Wien ging und von dessen Richter, Bischof Ulrich von Passau, in letzter Instanz zugunsten von Segnitz entschieden wurde. Die Gemeinde konnte ihr Recht aber in der Folge dennoch nicht durchsetzen, obwohl Frickenhausen 1473 auch noch zum teilweisen Ersatz der Segnitzer Gerichtskosten von 1300 Gulden verurteilt wurde. Bis heute gehört dieses Flurstück zu Frickenhausen.
Im Bauernkrieg 1525 kam der Markgraf von Ansbach in den Besitz der Segnitzer Güter des Klosters Auhausen.
Eine erste Blütezeit erlebte Segnitz zur Zeit der Spätrenaissance vor dem Dreißigjährigen Krieg, nachdem der um 1575 aus Ochsenfurt zugezogene Baumeister und Steinmetz Hans Keesebrod nach Segnitz heiratete und dem kleinen Ort ebenso wie die benachbarte Stadt Marktbreit sowie weitere Nachbarorte mit seinem unverwechselbaren Baustil bis heute erkennbar prägte.
Das markgräfliche Amt (bis 1796 Kondominat mit den Freiherren von Zobel) fiel 1803 im Zuge preußisch-bayerischer Grenzbereinigungen an Bayern, das es aus denselben Gründen 1806/07 dem Großherzogtum Würzburg überließ. 1814 fiel es zurück an Bayern. Im Zuge der Verwaltungsreformen im Königreich Bayern entstand mit dem Gemeindeedikt von 1818 die heutige Gemeinde.

### 19. bis 21. Jahrhundert
Zu einer zweiten Blütezeit kam es im 19. Jahrhundert, als vor allem ansässige jüdische Händler und Geschäftsleute für Handel und Wandel sorgten. Der israelitische Kantor und Lehrer Julius Brüssel gründete 1838 eine Handelsschule mit Internat, das nach ihm benannte Brüsselsche Institut für Knaben, die schon nach wenigen Jahren einen hervorragenden Ruf hatte, zunächst aber nur für israelitische Schüler offen war. Sein Nachfolger Simon Eichenberg vergrößerte Schule und Internat beträchtlich und konnte es auch für christliche Schüler öffnen. In seiner Blütezeit erstreckte es sich auf fünf große Gebäude im Innenort. Auf dem Höhepunkt seiner Bedeutung verkaufte Eichenberg das Internat an den sozialdemokratischen Politiker und Lehrer Samuel Spier. Bis zu 172 Zöglinge aus fast ganz Europa und sogar Amerika lebten um 1870 in dem Segnitzer Internat. Ab 1874 besuchte der später unter dem Pseudonym Italo Svevo bekannt gewordene Schriftsteller Aron, genannt Ettore Schmitz aus Triest mit seinen beiden Brüdern Adolfo und Elio das Internat. Der bereits im folgenden Jahr spürbare Gründerkrach schlug allerdings ab 1876 auf die Schülerzahlen empfindlich durch. Spier schloss 1881 Schule und Internat und zog nach Frankfurt.
Eichenberg war es, der früh für Segnitz die Notwendigkeit eines Brückenbaus über den Main erkannte, nachdem der Nachbarort Marktbreit 1865 an die Bahnstrecke Treuchtlingen–Würzburg angeschlossen worden war. Er gründete dazu einen Interessensverband, doch erst Jahrzehnte später, am 3. Dezember 1893, als die meisten Gewerbetreibenden bereits aus Segnitz weggezogen waren, konnte die von der Gemeinde in einem Kraftakt doch noch selbst errichtete und finanzierte Segnitzer Brücke eröffnet werden. Die Brücke ersetzte eine alte Fährverbindung. Die Brücke wurde im Zweiten Weltkrieg von deutschen Truppen gesprengt, danach erneut von der Gemeinde errichtet (zweite Segnitzer Brücke) und 1962 an den Bayerischen Staat übergeben.
2010 wurde nach mehreren Schiffsunfällen, die immer wieder den Strompfeiler der Brücke beschädigten und einen Neubau zur Folge hatten, die dritte Segnitzer Brücke dem Verkehr übergeben. Diesmal hatte zwar der Freistaat die finanzielle Regie, aber die Gemeinde beteiligte sich in erheblichem Umfang an der Infrastruktur und nahm die Gelegenheit wahr, selbst eine Umgehungsstraße zu bauen, was auch Voraussetzung für eine Dorferneuerung war, die noch 2012 eingeleitet werden sollte.
Die dritte Blüte von Segnitz begann um 1900 mit dem Zuzug von Gärtnerfamilien, etwa aus Albertshofen und Sommerhausen. Die Gärtner profitierten nach dem Brückenbau vom nahegelegenen Bahnhof Marktbreit und machten Segnitz als Gärtnergemeinde bekannt, ein Ruf, der bis heute andauert. Segnitzer Gärtner standen bis in die 1980er Jahre mehrfach mit an der Spitze wichtiger Entwicklungen in ihrem Berufsstand. Hans und Bernhard Stinzing erfanden 1919 eine patentgeschütze neue Methode des Baues von Mistbeetkästen. Hans Seidel konstruierte 1949 eine neuartige Tomatenputz- und Sortiermaschine. Walter Frank entwickelte und baute 1981 eine Maschine, die das mühsame einzelne Verpacken und Eintopfen von Gewürzkräutern wesentlich beschleunigte. Franz Hagn experimentierte zur gleichen Zeit als einer der ersten Gärtner in Deutschland mit exotischen Gemüsen und bunten Salaten, die bundesweit vertrieben wurden. Karl und Hermann Fuchs konstruierten Anfang der 1980er Jahre eine selbstfahrende Maschine, die ohne Gift Kartoffelkäfer bekämpft, indem sie die Pflanzen mit einem Luftstrahl anbläst und die Käfer, die sich sofort in Schreckstarre fallen lassen, über dem Boden auffängt.

### Einwohnerentwicklung
- 1970: 976 Einwohner
- 1987: 877 Einwohner
- 1991: 865 Einwohner
- 1995: 853 Einwohner
- 2000: 866 Einwohner
- 2005: 858 Einwohner
- 2010: 830 Einwohner
- 2015: 851 Einwohner

Im Zeitraum 1988 bis 2018 sank die Einwohnerzahl von 852 auf 828 um 24 Einwohner bzw. um 2,8 %. 2000 hatte die Gemeinde 876 Einwohner.
Quelle: BayLfStat

## Politik

### Gemeinderat
Die acht Mitglieder des Gemeinderats wurden bei der Gemeinderatswahl 2020 über eine gemeinsame Liste bestehend aus CSU, SPD und Segnitzer Bürgerliste gewählt.

### Bürgermeister
Peter Matterne (CSU) ist seit 1. Mai 2020 Erster Bürgermeister; dieser wurde am 15. März 2020 mit 52,7 % der Stimmen gewählt. Dessen Vorgänger waren:
- Marlene Bauer (Segnitzer Bürgerliste) vom 1. Februar 2017 bis 30. April 2020; als 2. Bürgermeisterin führte sie das Amt bereits seit 1. Oktober 2016.
- Rudolf Löhr (Freie Wähler) vom 1. Mai 2002 bis 30. September 2016[8]
- Heinrich Fischer (Freie Wähler) bis 30. April 2002.

### Wappen
| Wappen von Segnitz | Blasonierung: „Unter von Silber und Schwarz geviertem Schildhaupt in Silber ein roter Rosskopf mit schwarzer Mähne und schwarzem Zaum.“ |
| Wappen von Segnitz | Wappenbegründung: Im heutigen Wappen werden die geschichtlichen Herrschaftsverhältnisse dargestellt. Die Abbildungen auf Siegeln des frühen 16. Jahrhunderts zeigen den Heiligen Georg zu Pferd mit Lanze und Lindwurm. Die Gemeinde hat einen Bezug auf diese Elemente im jetzigen Wappen verzichtet. Die Ortsherrschaft wurde bis zum Bauernkrieg von den Herren von Zobel aus Giebelstadt und später auch von den Markgrafen von Ansbach beherrscht, da die Zobel ihrerseits den Markgrafen abgabepflichtig wurden. Der Ort war dadurch geteilt, was vielfach zu innerörtlichen Streitereien führte, auch wenn die Markgrafen im Zweifel am längeren Hebel saßen. Diese Herrschaftsverhältnisse sind im heutigen Wappen dargestellt: im Schildhaupt durch das Wappen der Markgrafen von Brandenburg-Ansbach, darunter durch den Pferdekopf aus dem Wappen der Zobel von Giebelstadt. Das Wappen wurde durch das Innenministerium am 26. Juli 1962 verliehen. |

## Kultur

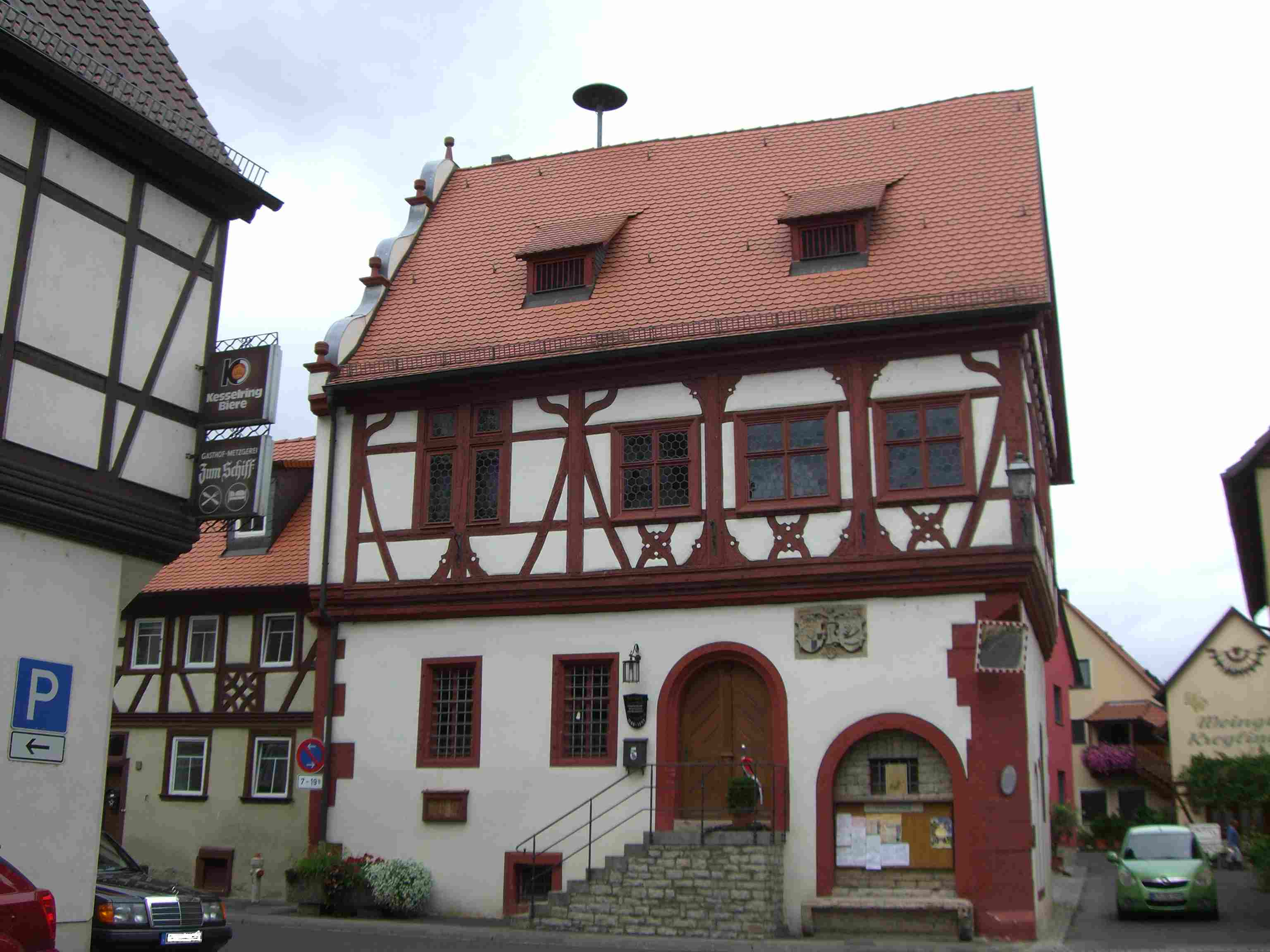
Rathaus

In Segnitz gibt es eine auf eine Stiftung des Dresdner Arztes Eduard Krauß zurückzuführende öffentliche Bibliothek im neuen Schulhaus von 1901 (das alte Schulhaus von 1565, das älteste datierte Profangebäude im Ort, war 1972 abgerissen worden), im selben Gebäude befindet sich ein Heimatmuseum, das unter anderem zahlreiche Fundstücke aus einem 1972 gefundenen großem Gräberfeld aus der Hallstattzeit ausstellt. Die Ortsgeschichte und ein außerordentlich reichhaltiges Gemeindearchiv mit vielen noch mittelalterlichen Dokumenten wurde durch das ehrenamtliche Engagement verschiedener Bürger schon seit den 1930er Jahren sehr gut erschlossen.
Um Kultur machen sich zudem ein Turnverein, ein Schützenverein, ein Gesangverein, ein Verein der Hobbygärtner und Naturfreunde und zahlreiche Privatpersonen verdient. Die Brotrausch-Festgemeinschaft richtete 1990 erstmals das Segnitzer Brotrauschfest aus, das mit ungewöhnlichen Details (Kräutersuppen, Salate, Führungen durch Flur und Gartenbetriebe) in der Region zum Kult wurde. Der unverwechselbare Name, der auf den alten Spitznamen der Segnitzer, die Brodräusch, zurückgeht, wurde dennoch 2011 aufgegeben.
Gemeindearchivar Norbert Bischof gibt eine regelmäßig erscheinende Schriftenreihe unter dem Titel Alte Gschichten heraus. Ein 1992 in Segnitz gegründeter, nach einer Romanfigur Italo Svevos und dem griechischen Philosophen Zeno von Elea benannter Verlag veröffentlicht in seiner bibliophilen Reihe Edition Villa Segeniz Werke, die entweder mit Segnitz und seinen Nachbarorten zu tun haben oder von ortsansässigen Bürgern geschrieben, herausgegeben oder gestaltet wurden. Die am 3. Juli 2005 in der Münchner Hochschule für Musik und Theater gegründete Ludwig Friedrich Barthel Stiftung hat seit 2011 ihren Sitz in Segnitz.

## Sehenswürdigkeiten

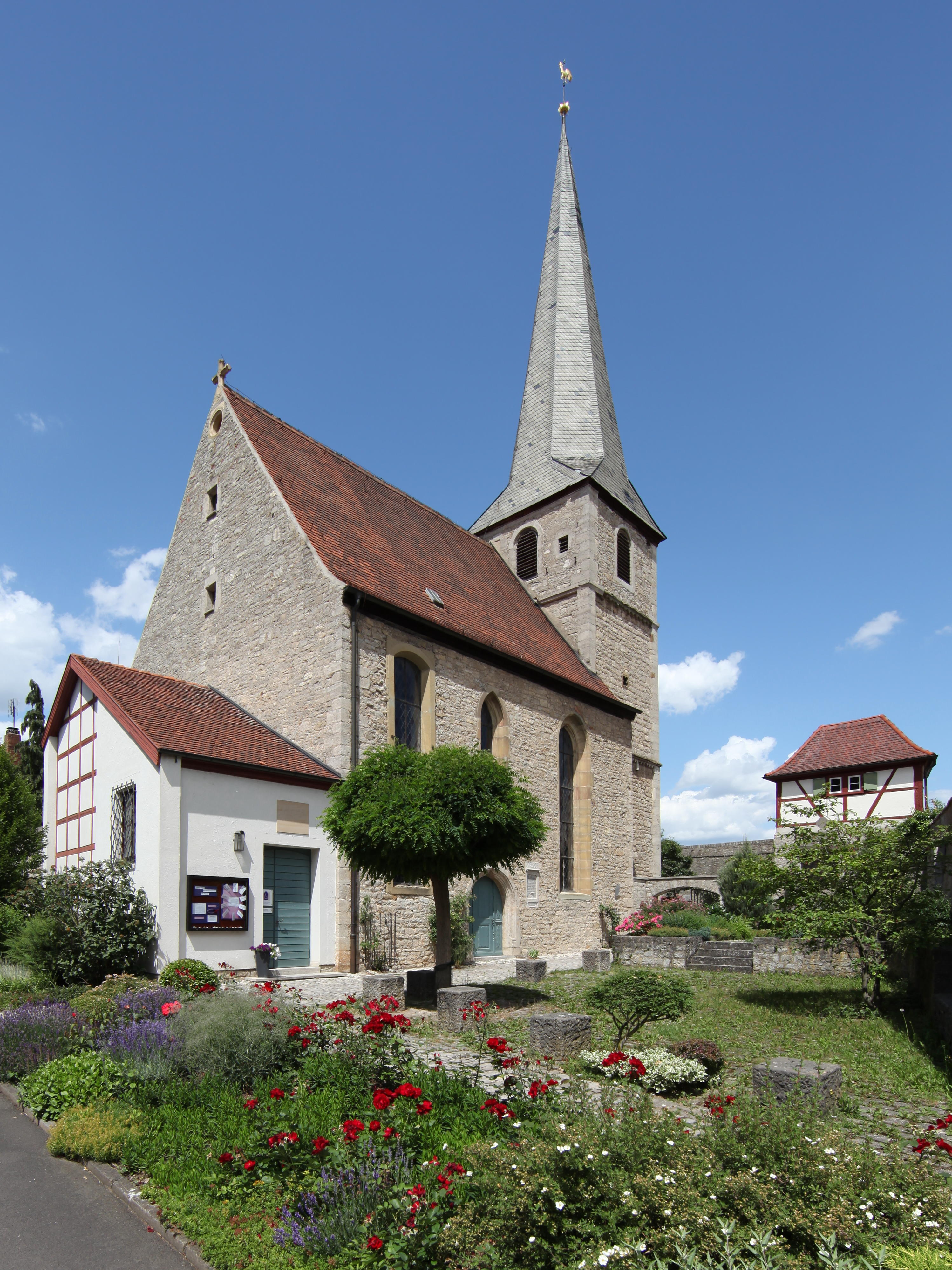
Evangelische Kirche St. Martin

Segnitz war durch seine Lage an einem wichtigen Mainübergang schon immer ein dem Fluss zugewandter Ort, was unter den Maindörfern eine Besonderheit ist; das nächstgelegene weitere Beispiel ist mit Margetshöchheim über 30 Kilometer entfernt. Eine Besonderheit war auch die ursprünglich am Ortsrand freistehende Kirchenburg, deren eindrucksvolle optische Wirkung seit den 1970er Jahren allerdings durch Verbauung stark eingeschränkt wurde. Unter Denkmalschutz bzw. Ensembleschutz stehen die gesamte ehemalige Hauptstraße (heute Hans-Kesenbrod-Straße) mit dem vom Baumeister errichteten Rathaus, das Umfeld der im Kern gotischen St. Martinskirche mit Kirchenburg sowie Einzelobjekte wie die 1607 errichtete Friedhofshalle mit zahlreichen, überwiegend von Hans Keesebrod geschaffenen Epitaphien und Freskenresten, das ehemalige Zehnthaus mit Zehntkeller und Zehntscheune, ein an die frühere Synagoge und an das Gebäude des ehemaligen Brüsselschen Instituts angrenzender Wehrturm und andere.
An der Kesenbrodstraße haben sich auch denkmalgeschützte Privathäuser wie das 1816 errichtete Ballinshaus erhalten. Als kulturhistorische Besonderheit haben sich sogenannte Juden- oder Sabbatschranken an den Ortsausgängen erhalten, die als Grenzen für das Reisen am Sabbat errichtet wurden.

## Wirtschaft und Infrastruktur

### Wirtschaft einschließlich Land- und Forstwirtschaft
2021 gab es 82 sozialversicherungspflichtig Beschäftigte am Arbeitsort, 298 sozialversicherungspflichtig Beschäftigte am Wohnort und 10 Arbeitslose. Im verarbeitenden Gewerbe gab es keinen, im Bauhauptgewerbe einen Betrieb. 2020 bestanden 10 landwirtschaftliche Betriebe mit einer landwirtschaftlich genutzten Fläche von 107 Hektar.

### Weinbau
Segnitz ist heute Weinbauort im Anbaugebiet Franken. Insgesamt zwei Weinlagen existieren um das Dorf, der Wein wird seit den 1970er Jahren unter den Namen Segnitzer Pfaffensteig und Segnitzer Zobelsberg vermarktet. Segnitz ist Teil des Bereichs MainSüden, bis 2017 waren die Winzer im Bereich Maindreieck zusammengefasst. Die Muschelkalkböden mit Lößlehmauflage um Segnitz eignen sich ebenso für den Anbau von Wein, wie die Lage in der Maingauklimazone, die zu den wärmsten Deutschlands gehört.
Bereits seit dem Frühmittelalter betreiben die Menschen um Segnitz Weinbau. Die fränkischen Siedler brachten wohl im 7. Jahrhundert die Rebe mit an den Main. Im Mittelalter gehörte die Region zum größten zusammenhängenden Weinbaugebiet im Heiligen Römischen Reich. Die beiden Segnitzer Lagenamen verweisen auf die herrschaftlichen Verhältnisse dieser Zeit. Die Menschen betrieben zumeist Nebenerwerbsweinbau zur Selbstversorgung, gleichzeitig bildeten sich bereits Exportzentren insbesondere entlang des Maines heraus. Segnitz war lange Zeit bedeutender Weinort, der die Produkte auch exportierte.
Der Weinbau erlebte nach der Säkularisation zu Beginn des 19. Jahrhunderts allerdings einen umfassenden Niedergang. Vor allem klimatisch weniger begünstige Lagen gab man vollständig auf. Zusätzlich erschwerte das Aufkommen von Schädlingen wie der Reblaus den Anbau. Konsolidieren konnte sich die Weinbauregion Franken erst wieder in der zweiten Hälfte des 20. Jahrhunderts. Der Einsatz von Düngern und verbesserte Anbaumethoden hatten dazu ebenso beigetragen wie die Organisation in Genossenschaften und die Flurbereinigung der 1970er Jahre. Neben dem Gemüsebau prägt heute auch wieder der Wein die Gemeinde Segnitz.
| Weinlage     | Größe 1993 | Himmelsrichtung | Hangneigung | Hauptrebsorten | Großlage         |
| ------------ | ---------- | --------------- | ----------- | -------------- | ---------------- |
| Pfaffensteig | 12 ha      | Süden           | 25–30 %     | Silvaner       | Kitzinger Hofrat |
| Zobelsberg   | 12 ha      | Südosten        | 25–50 %     | Müller-Thurgau | Kitzinger Hofrat |

### Bildung
(Stand 2012)
Obwohl Segnitz keine eigene Schulen mehr hat, ist die Bildungssituation wegen der Nähe zur Schulstadt Marktbreit sowie dem in 20 Minuten ab Marktbreit per Regionalbahn erreichbaren Universitäts- und Hochschulstandort Würzburg sehr günstig
- Kindergarten: Bis 1958 sorgte die politische Gemeinde für die Segnitzer Kinderbewahranstalt, die unter Raumnot litt. Um einen Kindergarten zu bauen, gründeten 95 Segnitzer 1957 einen Kindergartenverein. Dieser wurde zum Diakonieverein, später zum evangelischen Kindergartenverein Segnitz e. V. Die Finanzierung erfolgt weit überwiegend aus öffentlichen Steuermitteln. Derzeit sind in Segnitz drei Erzieherinnen (einschließlich der Kindergartenleitung) für 27 Kindergartenplätze zuständig.
- Grund- und Hauptschule: 1968 wurde die dreizügige Dorfschule in Segnitz aufgelöst, in der die 1. und 2. Klasse, die 3. und 4. Klasse und die 5. bis 8. Klassen jeweils von einem Lehrer gemeinsam unterrichtet wurden. Ab September 1968 besuchten die Segnitzer Grund- und Hauptschüler die Christliche Gemeinschaftsschule Marktbreit. Deren Nachfolger in Marktbreit, Grundschule und Hauptschule, befinden sich verkehrsgünstig nur jeweils etwa einen Kilometer von der Segnitzer Ortsmitte entfernt.
- Leo-Weismantel-Realschule Marktbreit: Diese private Realschule befindet sich ebenfalls weniger als einen Kilometer von der Segnitzer Ortsmitte entfernt.
- Gymnasium Marktbreit: Es befindet sich an der Stadtgrenze Marktbreits zu Obernbreit, etwa zwei Kilometer von Segnitz entfernt.
- Staatliche Fach- und Berufsoberschule Kitzingen: zehn Kilometer von Segnitz entfernt in der Kreisstadt Kitzingen.

## Persönlichkeiten
- Hans Keesebrod d. Ä. (eigene Schreibweise, heute auch Hans Kesenbrod, 1537–1616), Steinmetz und Baumeister, markgräflicher Schultheiß und Reformator, lebte 40 Jahre in Segnitz, leitete u. a. den Bau des Rathauses 1588 und des markgräflichen Amtshauses 1608.
- Johann Kesenbrod d. J. (* 1574 Ochsenfurt, † 1636 Lichtel bei Oberrimbach), Sohn des Baumeisters und Gelehrter (Johannes Tyrartus), wurde u. a. Konrektor der Lateinschule in Rothenburg, und hinterließ historisch bedeutsame Schriften, darunter die erste Chronik von Segnitz mit einer Biographie seines Vaters.
- Immanuel Friedrich Lodter (1784–1869), Weinhändler und Auswanderer, Lodter prägte als Schultheiß und Gemeindevorsteher die Geschichte des Dorfes im 19. Jahrhundert entscheidend mit.
- Karl Köllner (1790–1853), Sozialpädagoge und Pietist, Köllner wurde beim Weinhändler Keerl in Segnitz ausgebildet und lebte bis 1819 im Ort.
- Johann Georg Krönlein (1826–1892), Missionar, später Missionssuperintendent in Namaland wurde in Segnitz geboren, erforschte die Sprache der Nama, übersetzte die Bibel in diese Sprache und schrieb das 1899 gedruckte Buch Wortschatz der Khoi-Khoin (Namaqua-Hottentotten). Nach ihm ist der Ort Krönlein im heutigen Namibia benannt.
- Simon Louis (eigentlich Levi) Eichenberg (* 1829 Adelebsen bei Göttingen; † 1889 Marktbreit), nach Studium in Göttingen und Würzburg 1857 in Gießen zum Dr. phil. promoviert, übernahm 1859 das nach dem Gründer, seinem Schwiegervater Julius Brüssel, benannte Internat und machte es weltweit bekannt.
- Maria Magdalena Rott, geborene Krönlein (* 1833), heiratete 1854 den Missionar Ferdinand Rott, der am 7. Mai 1859 mit seiner ältesten Tochter und sechs Missionsschwestern von aufständischen Dajaks in Borneo ermordet wurde. Die schwangere Frau und zwei Kinder entkamen knapp und flüchteten auf einem holländischen Dampfer, eine Abenteuergeschichte, die in zwei Büchern des 19. und 20. Jahrhunderts überliefert ist.[15]
- Samuel Spier (1838–1903), einer der einflussreichsten Männer der frühen deutschen Demokratiebewegung, Freund und Weggefährte Wilhelm Brackes und Wilhelm Liebknechts, lehrte als junger Lehrer am Brüsselschen Institut (1862–1864) und leitete es 1871–1881.
- Anna Spier, geborene Kaufmann (* 16. Juli 1852 Frankenthal i. d. Pfalz; † 28. Dezember 1933 Göttingen), Schriftstellerin und Kunstkritikerin, heiratete Samuel Spier am 16. September 1872 in Segnitz in einer zivilen Trauung, ihre drei gemeinsamen Kinder wurden in Segnitz geboren.
- Aron, genannt Ettore Schmitz (1861–1928), literarisches Pseudonym u. a. Italo Svevo, ging fünf Schuljahre lang, 1874–1878 im Brüsselschen Institut zur Schule, ebenso seine beiden Brüder Adolfo und Elio.
- Jörg Geuder (1861–1935), Lehrer, Dichter, Schriftsteller und Sprachpfleger, lebte und arbeitete mehrere Jahre in Segnitz, schrieb hier sein 1922 erschienenes Buch Gartenonkels Plaudereien.
- Karl Zimmermann (1863–1936), Pädagoge und Heimatforscher, Zimmermann übernahm nach seinem Ruhestand die Leitung des Segnitzer Archivs, er schrieb mehrere Aufsätze über die Geschichte der Gemeinde.
- Otto Driesen (1875–1943), Diplomat, Mitglied der Waffenstillstandskommission 1918, 1921–1938 Leiter des Schulwerks Philanthropin in Frankfurt, Verfasser von Der Ursprung Des Harlekin (1904) u. v. a., wurde in Segnitz geboren.
- Erwin Roth (1926–1998), Ordinarius für Psychologie an der Universität Salzburg (1970–1988) und Vorsitzender der Deutschen Gesellschaft für Psychologie von 1978 bis 1980 wuchs in Segnitz auf und ist auf dem dortigen Friedhof begraben.
- Rainer Fritz Lick (1931–1982), Chirurg und Hochschullehrer, wuchs in Segnitz auf und ist auf dem dortigen Friedhof begraben.
- Hannes Fabig (1939–2008), Bühnenbildner, Schauspieler und Regisseur, war 45 Jahre lang der Türmer von Segnitz.